# Partito Comunista del Tagikistan (1924)
Il Partito Comunista del Tagikistan (in russo Коммунистическая партия Таджикистана?, Komunističeskaja partija Tadžikistana, tagiko: Ҳизби Кумунистии Тоҷикистон, Hizbi Kumunistii Tojikiston) è stato un partito politico tagiko, operante dalla fondazione (dicembre 1924) all'interno del Partito Comunista dell'Unione Sovietica (allora Partito bolscevico). Con la costituzione della RSS Tagika (1929), il partito divenne una delle sezioni repubblicane del PCUS. Nell'agosto 1991 è stato rinominato in Partito Socialista del Tagikistan e successivamente soppresso. L'attività è stata ripresa nel 1992 da una formazione comunista che ha ripristinato il nome originario e si considera erede del partito storico.

## Primi segretari
- Širinšo Šotemor (1929-1930)
- Mirza Gusejnov (1930-1933)
- Grigorij Brojdo (1933-1935)
- Suren Šudenc (1935-1937)
- Urunbaj Ašurov (1937)
- Dmitrij Protopopov (1937-1946)
- Bobodžan Gafurov (1946-1956)
- Tursunbaj Ul'džabaev (1956-1961)
- Džabar Rasulov (1961-1982)
- Rachmon Nabiev (1982-1985)
- Kachar Machkamov (1985-1991)